# 히나쓰촌
히나쓰촌(日夏村)은 시가현 이누카미군에 설치되었던 촌이다. 현재의 히코네시에 해당한다.